# 1281
Високе Середньовіччя •  Реконкіста •  Ганза •  Монгольська імперія

## Геополітична ситуація
Михайло VIII Палеолог є імператором Візантійської імперії (до 1282), а Рудольф I королем Німеччини (до 1291). У Франції править Філіп III Сміливий (до 1285).
Апеннінський півострів розділений: північ належить Священній Римській імперії, середню частину займає Папська область, південь належить Сицилійському королівству. Деякі міста півночі: Венеція, Піза, Генуя тощо, мають статус міст-республік.
Майже весь Піренейський півострів займають християнські Кастилія (Леон, Астурія, Галісія), Наварра, Арагонське королівство (Арагон, Барселона) та Португалія, під владою маврів залишилися тільки землі на самому півдні. Едуард I Довгоногий є королем Англії (до 1307), Вацлав II — Богемії (до 1305), а королем Данії — Ерік V (до 1286).
Руські землі перебувають під владою Золотої Орди. Король Русі Лев Данилович править у Києві та Галичі (до 1301), Роман Михайлович Старий — у Чернігові (до 1288), Андрій Олександрович Городецький — у Володимиро-Суздальському князівстві (до 1283). На чолі королівства Угорщина стоїть Ласло IV Кун (до 1290). У Великопольщі княжить Пшемисл II (до 1296).
Монгольська імперія займає більшу частину Азії, але вона розділена на окремі улуси, що воюють між собою. У Китаї, зокрема, править монгольська династія Юань. У Єгипті владу утримують мамлюки. Невеликі території на Близькому Сході залишаються під владою хрестоносців. Мариніди правлять у Магрибі. Делійський султанат є наймогутнішою державою Північної Індії, а на півдні Індії панують держава Хойсалів та держава Пандья. В Японії триває період Камакура.
Цивілізація мая переживає посткласичний період. Почала зароджуватися цивілізація ацтеків.

## Події

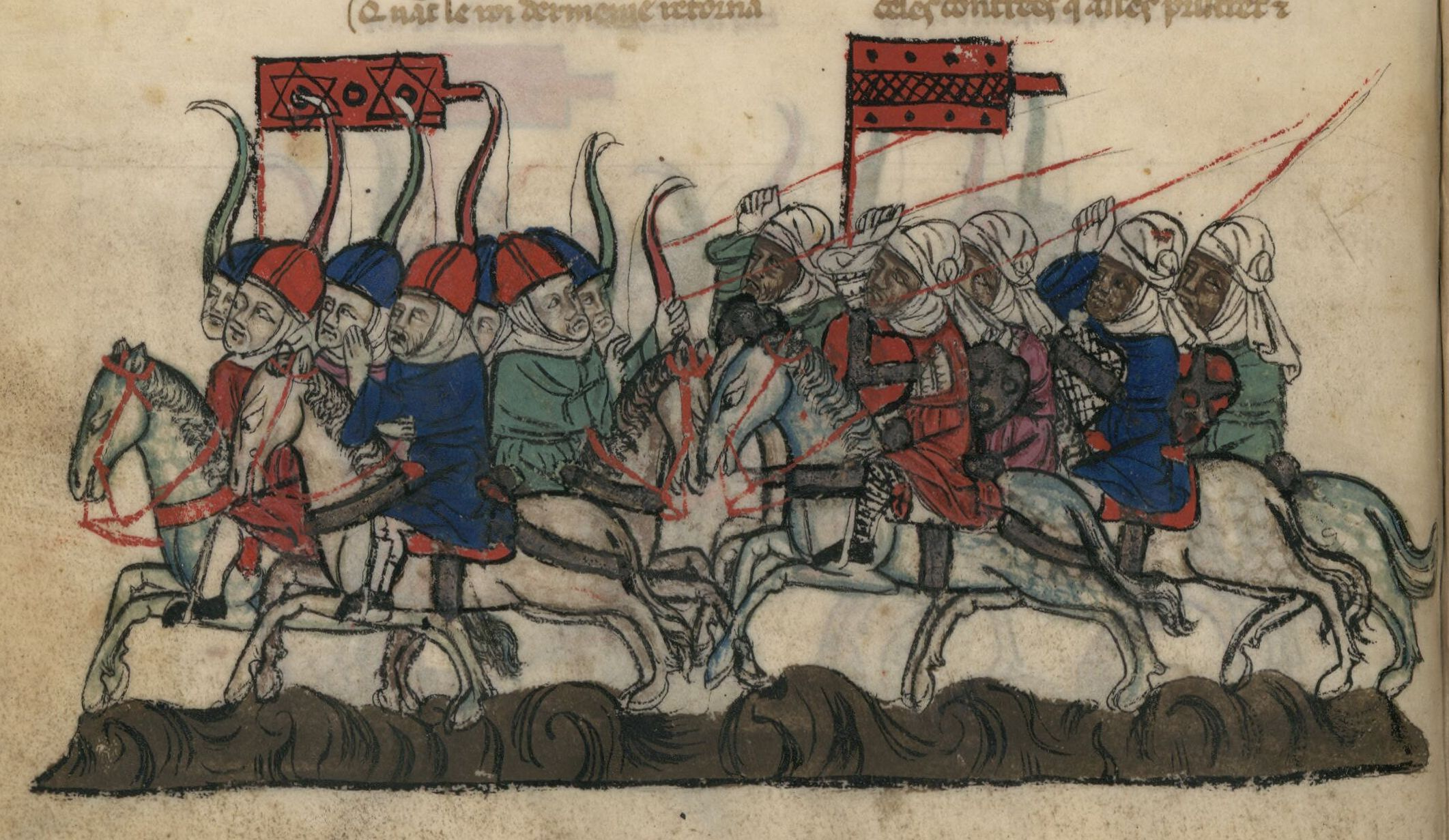
Битва між мамлюками та монголами під Хомсом

- Андрій Олександрович Городецький отримав від ординців ярлик на княжіння у Володимиро-Суздальському князівстві.
- Перші згадки про місто Чоп.
- Розпочався понтифікат Мартина IV, обраного під тиском Карла I Анжуйського.
- Церковний собор у Константинополі скасував рішення Другого Ліонського собору щодо унії західної та східної церков.
- Папа Мартин IV закликав до хрестового походу проти Візантії.
- Візантія відвоювала частину Албанії у Карла I Анжуйського.
- Єгипетський султан Калаун завдав поразки ільхану Абаці в битві біля Хомса.
- Осман I Газі, майбутній засновник Османської імперії, став беком огузького племені кайи.
- За допомогою священного тайфуну камікадзе японцям вдруге вдалося відбити монгольске вторгнення.
- За велінням імператора Юань Хубілая спалено значну частину даоїстських священних текстів.